# Джами-и Кебир (Енидже Вардар)
Джами-и Кебир (на гръцки, на турски: Çamı-ı Kebır) е традиционен стар мюсюлмански квартал на македонския град Енидже Вардар (Па̀зар), Гърция. Намирал се е в южната част на града, на юг от Хаджи Мустафа, на изток от Хизиршах бей, на запад от Хамидие и на север от „Егнатия“.

## История
Махалата е оформена около голямата Искендер бей джамия, строена през XVI век. Към нея прилежи и Ахмед бей хамам. През нея минават улиците „Медресе“, „Топал“, „Идадие“, „Хюкюмет“, „Джамията“, „Хюсеин ефенди“, „Варош“, „Солунска“ и „Чинарли“. В края на XIX век махалата има 134 изцяло мюсюлмански къщи, строени предимно през 1895 година.